# Letame

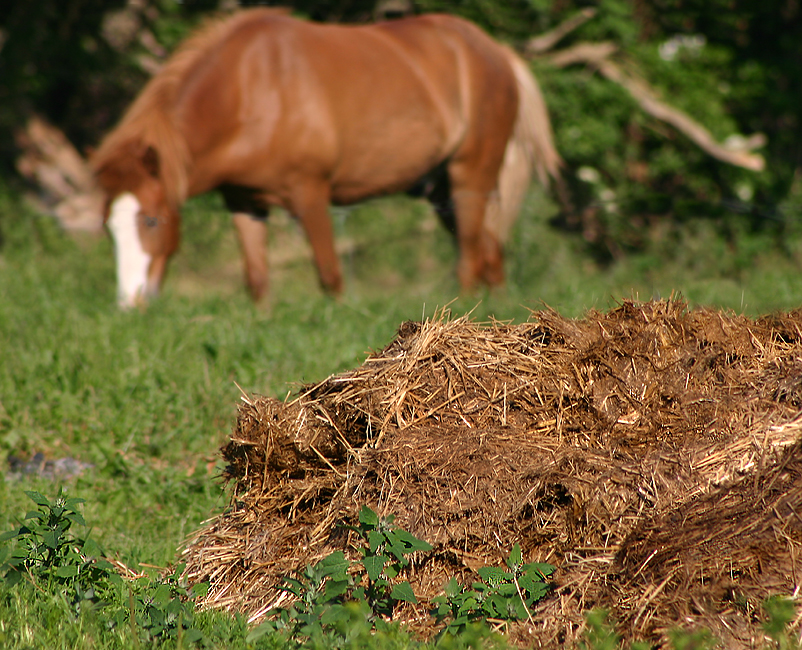
Letame

Il letame (dal latino laetare "fertilizzare", da laetus "fertile", poi "lieto"), o stallatico, è il prodotto della fermentazione delle deiezioni (feci e urina) degli animali da allevamento miste a materiale solido usato come lettiera (paglia, sabbia, segatura, ecc.). 
Nel caso le deiezioni deposte nei ricoveri animali non vengano miscelate con la lettiera, ma lavate con acqua o rimosse con raschiatori, si parla invece di liquame; l'eventuale presenza di lettiera, in quantità marginali, identifica infine una categoria di refluo zootecnico equiparata al liquame e detta liquiletame.

## Composizione del letame
La natura fisica e chimica del letame dipende dalla specie animale che l'ha prodotto, dal tipo di lettiera utilizzato e dal grado di maturazione del letame stesso.

### Composizione media del letame di alcune specie di allevamento
| Specie | Azoto * | Acido fosforico * | Potassio * | Quintali annui prodotti per capo adulto |
| ------ | ------- | ----------------- | ---------- | --------------------------------------- |
| equino | 6,7     | 2,3               | 7,2        | 100                                     |
| bovino | 3,4     | 1,3               | 3,5        | 120                                     |
| suino  | 4,5     | 2,0               | 6,0        | 15                                      |
| ovino  | 8,2     | 2,1               | 8,4        | 6                                       |

### Composizione del letame bovino
In linea di massima la composizione del letame bovino è la seguente (espressa in percentuale sulla massa totale):
|                          | Sostanza secca | Azoto (N) | Fosforo (P2O5) | Potassio (K2O) | Calcio (CaO) | Magnesio (MgO) | Zolfo (SO3) |
| ------------------------ | -------------- | --------- | -------------- | -------------- | ------------ | -------------- | ----------- |
| Letame fresco e paglioso | 20-30          | 0,3-0,5   | 0,2-0,3        | 0,5-0,7        | 0,4-0,5      | 0,1-0,2        | 0,1         |
| Letame maturo            | 15-25          | 0,4-0,6   | 0,2-0,3        | 0,6-0,8        | 0,5-0,6      | 0,15-0,25      | 0,1-0,2     |

L'uso eccessivo di letame è a volte fonte di inquinamento, dovuto alle alte concentrazioni di ammonio e potassio ed è pertanto sottoposto a vari vincoli legislativi, sia a livello europeo che nazionale e regionale.

## Utilizzi

### Fertilizzante organico

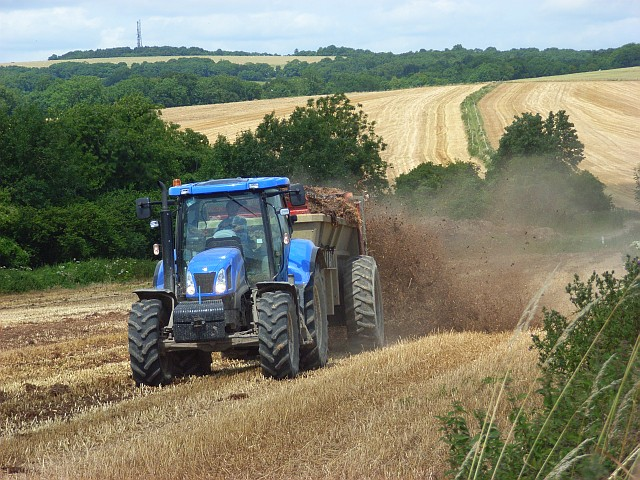
Spandimento del letame nel Regno Unito

Il letame è utilizzato da molti secoli come fertilizzante agricolo grazie alla sua ricchezza sia di azoto che di altri elementi necessari alla crescita dei vegetali.
Oltre alla funzione di concime (ovvero quella di fornire nutrimento alle piante) il letame ben maturo svolge anche quella di ammendante, arricchendo il terreno di sostanza organica e migliorandone le proprietà fisiche.
A differenza del liquame, che viene irrorato sul terreno in forma liquida, nella moderna agricoltura il letame viene sparso con macchine, denominate spandiletame, e poi interrato tramite aratura.
A causa del contenuto relativamente basso in proteine del letame rispetto a quello del liquame, evidentemente molto più povero di fibra, il letame maturo risulta quasi inodore per la scarsa rilevanza dei composti maleodoranti prodotti dalla putrefazione delle proteine. L'odore del letame sparso nei campi viene quindi in genere ben tollerato, quanto meno nelle aree di consolidata tradizione agricola.

Spesso, con il nome di "stallatico", viene commercializzato un prodotto destinato al giardinaggio, composto da vari tipi di letami selezionati e accuratamente miscelati, misti o no a humus.

### Combustibile solido

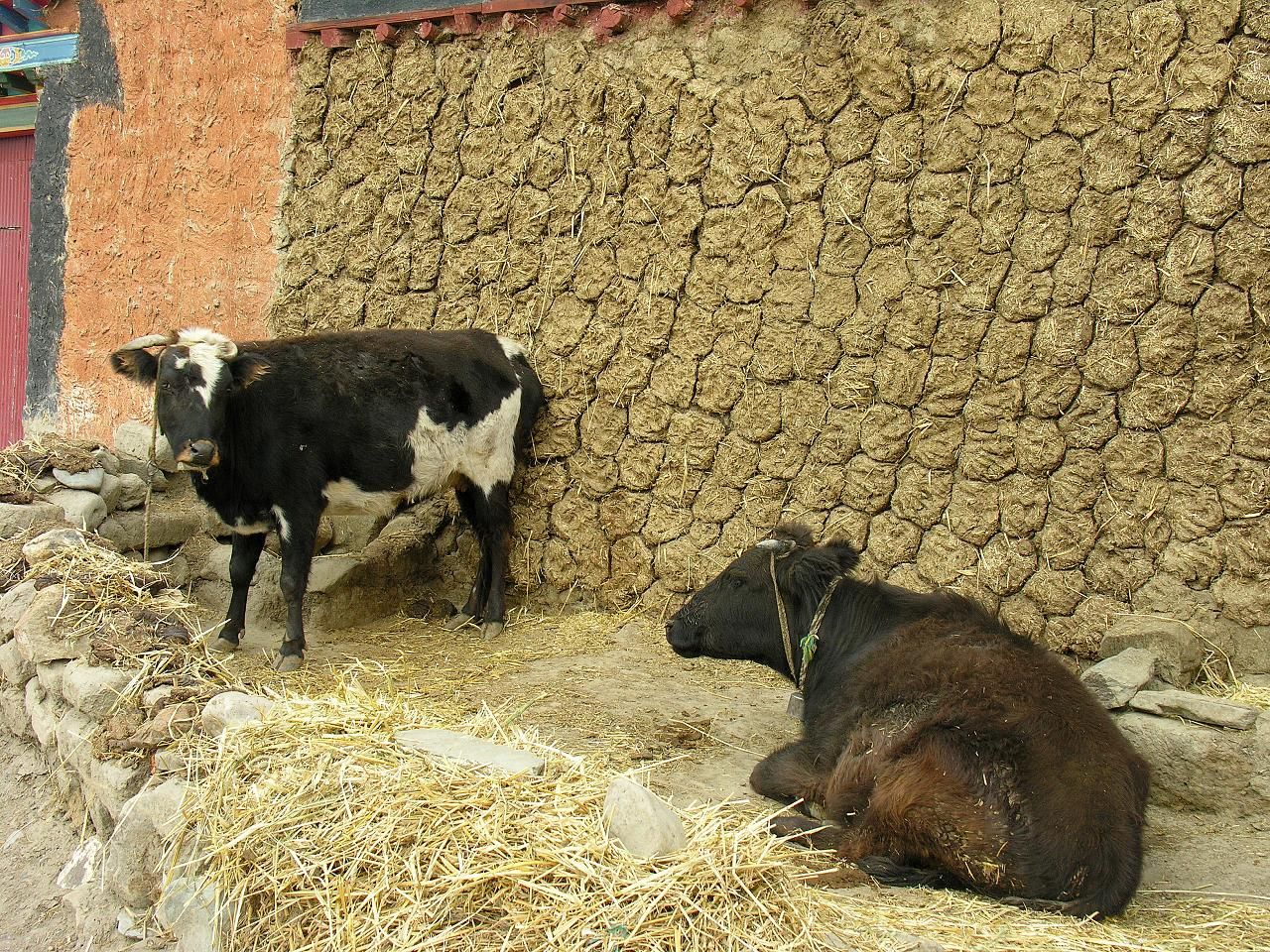
Tibet: produzione di mattonelle di letame essiccato

In vaste aree agricole del mondo il letame secco viene utilizzato come combustibile domestico soprattutto nei luoghi desertici o di altitudine in cui scarseggia la legna, generalmente sotto forma di mattonelle essiccate al sole. Questa pratica viene considerata più economica di altre forme di riscaldamento, eco-sostenibile perché si tratta di una fonte energetica rinnovabile e che attenua la pressione sulle risorse forestali delle aree interessate e a chilometri zero, essendo questo combustibile disponibile a breve distanza dai luoghi dove viene utilizzato.

### Biogas
Il letame dell'allevamento intensivo può essere utilizzato per la produzione di biogas, miscelato o meno con liquame e colaticcio prodotto dalle stalle. Successivamente il biogas prodotto può essere venduto a terzi oppure utilizzato dallo stesso agricoltore per produrre energia elettrica con dei generatori.

### Substrato di coltivazione
Il letame equino viene miscelato con paglia di frumento, per costituire un substrato adatto alla coltivazione dei funghi champignons (Agaricus bisporus).